# Åke Liljestrand
Åke Liljestrand, född 30 mars 1917 i Matteus församling, Stockholm, död 2 oktober 2000 i Gävle Tomas församling, var en svensk farmakolog.

## Biografi
Liljestrand disputerade 1953 vid Karolinska institutet på en avhandling om medulla oblongata (en del av bakhjärnan) och blev 1954 docent i invärtes medicin vid samma lärosäte. Mellan 1944 och 1947 arbetade han vid Statens farmaceutiska laboratoriums läkemedelsavdelning, och 1948–1954 vid Karolinska sjukhusets medicinska klinik.
Mellan 1954 och 1956 var han Rockefeller Fellow vid John Hopkinssjukhuset i Baltimore samt vid Mayokliniken och blev därefter överläkare vid Södersjukhusets medicinska poliklinik, och hade denna befattning fram till 1964.
Mellan 1960 och 1965 var han konsult i läkemedelsfrågor hos Kungliga Medicinalstyrelsen, och blev 1966 professor i farmakologi och föreståndare för farmako-terapeutiska avdelningen vid Socialstyrelsens läkemedelsavdelning. År 1970 utsågs han till chef för hela läkemedelskontrollmyndigheten och hade denna befattning fram till sin pensionering 1982.
Han var ansvarig för uppbyggnaden av en modern svensk läkemedelskontrollorganisation, där hans insatser bidrog till att han 1972 blev ordförande för The European Society for the study of drug toxicity och 1974 blev ledamot av Världshälsoorganisationens (WHO) expertgrupp för läkemedelsvärdering.
Han fick möta oron efter neurosedynkatastrofen vilket bidrog till framväxten av forskningsområdet läkemedelstoxikologi med varningssystem grundat på inrapportering av biverkningar.
Liljestrand invaldes 1975 som ledamot av Kungliga Ingenjörsvetenskapsakademien.
Åke Liljestrand var son till Göran Liljestrand och farfar till Jens Liljestrand.